# Cantó de Nozay
El cantó de Nozay (bretó Kanton Nozieg) és una divisió administrativa francesa situat al departament de Loira Atlàntic a la regió de Loira Atlàntic, però que històricament ha format part de Bretanya.

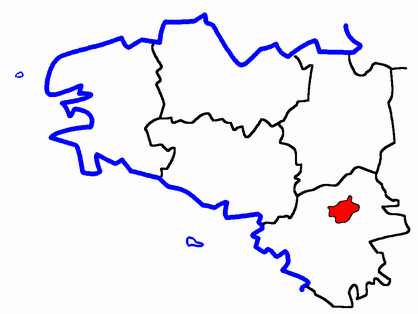
Situació del cantó

## Composició
El cantó aplega 8 comunes: 
| Nom francès     | Nom bretó | Població | km²    | Codi Postal | Codi INSEE |
| Abbaretz        | Abarrez   | 1.511    | 61,76  | 44170       | 44001      |
| La Chevallerais | Kergaval  | 652      | 10,23  | 44810       | 44221      |
| La Grigonnais   | Kerrigon  | 1.101    | 21,22  | 44170       | 44224      |
| Nozay           | Nozieg    | 3.155    | 57,70  | 44170       | 44113      |
| Puceul          | Puñsel    | 630      | 20,09  | 44390       | 44138      |
| Saffré          | Saverieg  | 2.679    | 57,46  | 44390       | 44149      |
| Treffieux       | Trefieg   | 618      | 19,12  | 44170       | 44208      |
| Vay             | Gwez      | 1.228    | 36,13  | 44170       | 44214      |
| Cantó           | Nozieg    | 11.574   | 283,71 | -           | 4428       |

## Història
| Data d'elecció                           | Identitat        | Partit        | Qualitat |
| ---------------------------------------- | ---------------- | ------------- | -------- |
| 2001-2004                                | Jean Guyon       | Divers droite |          |
| 2004-                                    | Gilles Philippot | Divers gauche |          |
| les dades anteriors no són pas conegudes |                  |               |          |
|                                          |                  |               |          |